# Juan José Rodríguez Aguado
Juan José Rodríguez Aguado (Palencia, 15 de mayo de 1973), conocido como Juanjo, es un entrenador y exfutbolista español. Actualmente, no dirige ningún equipo tras su cese en el CD Palencia.

## Trayectoria
Comienza a destacar en las filas del CF Palencia. De allí ficha por el Real Burgos, con el que debuta en Segunda División en la campaña 93/94. El año siguiente debuta en la máxima categoría con el CD Logroñés, con el que anota un gol en nueve partidos.
En la 95/96 es titular con el Sestao Sport, con el que anota ocho dianas. El club verdinegro pierde la categoría y el delantero recala en otro club vasco, la SD Eibar, con la que marca seis goles.
La carrera del castellano prosigue por equipos de Segunda División B, como el Benidorm CD o la Gimnástica de Torrelavega. En la temporada 02/03 vuelve a disputar la categoría de plata en el Terrassa FC, participando en seis ocasiones y marcando un gol.
Posteriormente, juega en el Burgos CF y de nuevo en el CF Palencia.
Comienza su carrera en los banquillos como segundo entrenador del CF Palencia desde 2006 hasta 2012, viviendo en esta etapa ascensos y descensos de categoría. En junio abandona el club  morado para ejercer de primer entrenador en el Club Cristo Atlético donde es cesado en enero de 2014. En junio de 2014 comienza a entrenar al CD Palencia. y es cesado el 23 de diciembre debido a los malos resultados.

### Trayectoria como jugador
| Club                      | País   | Año       | Competición | Liga  | Liga  | Copa  | Copa  | Promoción de ascenso | Promoción de ascenso |
| Club                      | País   | Año       | Competición | Part. | Goles | Part. | Goles | Part.                | Goles                |
| ------------------------- | ------ | --------- | ----------- | ----- | ----- | ----- | ----- | -------------------- | -------------------- |
| CF Palencia               | España | 1990-1991 | Segunda B   | 1     | 0     |       |       |                      |                      |
| CF Palencia               | España | 1991-1992 | Segunda B   | 30    | 7     | 3     | 0     |                      |                      |
| CF Palencia               | España | 1992-1993 | Segunda B   | 27    | 11    | 2     | 1     |                      |                      |
| Real Burgos               | España | 1993-1994 | Segunda     | 9     | 0     |       |       |                      |                      |
| CD Logroñés               | España | 1994-1995 | Primera     | 9     | 1     |       |       |                      |                      |
| Sestao Sport              | España | 1995-1996 | Segunda     | 37    | 8     |       |       |                      |                      |
| SD Eibar                  | España | 1996-1997 | Segunda     | 38    | 6     |       |       |                      |                      |
| CD Logroñés               | España | 1997-1998 | Segunda     | 19    | 1     |       |       |                      |                      |
| CD Logroñés               | España | 1998-1999 | Segunda     | 0     | 0     |       |       |                      |                      |
| Benidorm CD               | España | 1998-1999 | Segunda B   | 25    | 8     |       |       |                      |                      |
| Gimnástica de Torrelavega | España | 1999-2000 | Segunda B   | 36    | 8     |       |       |                      |                      |
| Gimnástica de Torrelavega | España | 2000-2001 | Segunda B   | 37    | 7     | 4     | 0     |                      |                      |
| Terrassa FC               | España | 2001-2002 | Segunda B   | 15    | 1     |       |       | 1                    | 1                    |
| Terrassa FC               | España | 2002-2003 | Segunda     | 6     | 1     |       |       |                      |                      |
| Burgos CF                 | España | 2002-2003 | Segunda B   | 17    | 3     |       |       | 6                    | 2                    |
| Burgos CF                 | España | 2003-2004 | Segunda B   | 33    | 3     | 2     | 0     |                      |                      |
| CF Palencia               | España | 2004-2005 | Segunda B   | 26    | 2     |       |       |                      |                      |
| CF Palencia               | España | 2005-2006 | Segunda B   | 29    | 3     |       |       |                      |                      |

### Trayectoria como entrenador
| Club                        | País   | Categoría        | Año       |
| --------------------------- | ------ | ---------------- | --------- |
| CF Palencia (2º entrenador) | España | Segunda B        | 2006-2007 |
| CF Palencia (2º entrenador) | España | Segunda B        | 2007-2008 |
| CF Palencia (2º entrenador) | España | Tercera División | 2008-2009 |
| CF Palencia (2º entrenador) | España | Segunda B        | 2009-2010 |
| CF Palencia (2º entrenador) | España | Segunda B        | 2010-2011 |
| CF Palencia (2º entrenador) | España | Segunda B        | 2011-2012 |
| Club Cristo Atlético        | España | Tercera División | 2012-2013 |
| Club Cristo Atlético        | España | Tercera División | 2013-2014 |
| Club Deportivo Palencia     | España | Tercera División | 2014-2015 |